# Eric Curran
Eric Curran (né le 8 juin 1975 à Sarasota) est un pilote automobile américain qui participe au championnat WeatherTech United SportsCar Championship pour Whelen Engineering Racing avec son copilote Felipe Nasr. Il a rejoint l'écurie Whelen Engineering Racing en 2007 et a remporté 3 victoires et 4 pole positions dans le championnat Rolex Sports Car Series. En WeatherTech United SportsCar Championship, Eric Curran, et son ancien coéquipier Dane Cameron, ont remporté leur première victoire, la Chevrolet Sports Car Classic, dans une Coyote (en) Corvette DP le 30 mai 2015. Il a depuis remporté le championnat WeatherTech United SportsCar Championship en 2016 et en 2018.

## Palmarès

### 24 Heures de Daytona
| Année | Écurie                    | Copilotes                                                | Voiture                 | Classe | Tours | Pos. | Classe Pos. |
| ----- | ------------------------- | -------------------------------------------------------- | ----------------------- | ------ | ----- | ---- | ----------- |
| 2000  | Diablo Racing             | Tom Scheuren Rick Dilorio Todd Snyder (en) Mayo T. Smith | Chevrolet Camaro        | AGT    | 303   | Abd. | Abd.        |
| 2001  | Diablo Racing             | Tom Scheuren Todd Snyder (en) Mayo T. Smith              | Chevrolet Camaro        | AGT    | 125   | Abd. | Abd.        |
| 2008  | Farnbacher Loles Racing   | Pierre Kaffer Frank Stippler Dave Lacey Greg Wilkins     | Porsche 911 GT3 Cup     | GT     | 637   | 22e  | 12e         |
| 2011  | Banner Racing             | Bruce Ledoux Gunter Schaldach Oliver Gavin               | Chevrolet Camaro GT.R   | GT     | 398   | Abd. | Abd.        |
| 2012  | Stevenson Motorsports     | Matt Bell (en) Al Carter Hugh Plumb                      | Chevrolet Camaro GT.R   | GT     | 577   | Abd. | Abd.        |
| 2013  | Marsh Racing (en)         | Lawson Aschenbach Brandon Davis Boris Said               | Chevrolet Corvette      | GT     | 136   | Abd. | Abd.        |
| 2014  | Marsh Racing (en)         | Boris Said Max Papis Bradley Smith (en)                  | Coyote (en) Corvette DP | P      | 613   | 41e  | 10e         |
| 2015  | Action Express Racing     | Dane Cameron Max Papis Phil Keen                         | Coyote (en) Corvette DP | P      | 721   | 6e   | 4e          |
| 2016  | Action Express Racing     | Dane Cameron Simon Pagenaud Jonathan Adam                | Coyote (en) Corvette DP | P      | 724   | 6e   | 6e          |
| 2017  | Whelen Engineering Racing | Dane Cameron Mike Conway Seb Morris (en)                 | Cadillac DPi-V.R        | P      | 639   | 14e  | 6e          |
| 2018  | Whelen Engineering Racing | Mike Conway Stuart Middleton Felipe Nasr                 | Cadillac DPi-V.R        | P      | 808   | 2e   | 2e          |
| 2019  | Whelen Engineering Racing | Felipe Nasr Pipo Derani                                  | Cadillac DPi-V.R        | DPi    | 593   | 2e   | 2e          |

### Championnat WeatherTech SportsCar
(Les courses en " gras  'indiquent une pole position. Les courses en "italique" indiquent le tour de course le plus rapide en classe.)
| Année | Ecurie                    | Châssis                 | Moteur             | Classe | 1      | 2      | 3      | 4     | 5      | 6       | 7       | 8      | 9      | 10              | 11    | Position | Points |
| ----- | ------------------------- | ----------------------- | ------------------ | ------ | ------ | ------ | ------ | ----- | ------ | ------- | ------- | ------ | ------ | --------------- | ----- | -------- | ------ |
| 2014  | Marsh Racing (en)         | Coyote (en) Corvette DP | Chevrolet 5,5 l V8 | P      | DAY 10 | SBR 12 | LBH 10 | LGA 6 | BEL 10 | WGI 6   | MOS DNS | IMS 11 | ELK 5  | COTA 8          | ATL 5 | 20e      | 175    |
| 2015  | Action Express Racing     | Coyote (en) Corvette DP | Chevrolet 5,5 l V8 | P      | DAY 4  | SBR 5  | LBH 4  | LGA 5 | BEL 1  | WGI 4   | MOS 2   | ELK 1  | COTA 5 | ATL ovr:5 cls:3 |       | 3e       | 304    |
| 2016  | Action Express Racing     | Coyote (en) Corvette DP | Chevrolet 5,5 l V8 | P      | DAY 6  | SEB 2  | LBH 3  | LGA 3 | BEL 6  | WGL 2   | MOS 1   | ELK 1  | AUS 2  | ATL 4           |       | 1re      | 314    |
| 2017  | Whelen Engineering Racing | Cadillac DPi-V.R        | Cadillac 6,2 l V8  | P      | DAY 6  | SEB 3  | LBH 8  | AUS 2 | BEL 2  | WGL 101 | MOS 1   | ELK 4  | LGA 2  | ATL 2           |       | 2e       | 291    |
| 2018  | Whelen Engineering Racing | Cadillac DPi-V.R        | Cadillac 5,5 l V8  | P      | DAY 2  | SEB 3  | LBH 7  | MOH 8 | BEL 1  | WGL 7   | MOS 3   | ELK 3  | LGA 5  | ATL 8           |       | 1re      | 255    |
| 2019  | Whelen Engineering Racing | Cadillac DPi-V.R        | Cadillac 5,5 l V8  | DPi    | DAY 2  | SEB 1  |        |       |        |         |         |        |        |                 |       | 2e*      | 67*    |

N.B. * Saison en cours. Les courses en " gras  'indiquent une pole position, les courses en "italique" indiquent le meilleur tour de course.